# Olavtoppen
Olavtoppen, ou Pico Olav, é o ponto mais alto da Ilha Bouvet (Bouvetøya), uma ilha vulcânica e dependência da Noruega. O Olavtoppen fica na parte norte da ilha, a sul do Cabo Valdivia, e atinge 780 m de altitude.
Tem um grande isolamento topográfico: em 1856 km em seu redor não há pontos mais elevados.